# Крушево (Великопольське воєводство)
Крушево (пол. Kruszewo, нім. Kruschendorf) — село в Польщі, у гміні Уйсьце Пільського повіту Великопольського воєводства.
Населення — 1023 особи (2011).
У 1975-1998 роках село належало до Пільського воєводства.

## Демографія
Демографічна структура станом на 31 березня 2011 року:
|          | Загалом | Допрацездатний вік | Працездатний вік | Постпрацездатний вік |
| -------- | ------- | ------------------ | ---------------- | -------------------- |
| Чоловіки | 517     | 117                | 351              | 49                   |
| Жінки    | 506     | 104                | 307              | 95                   |
| Разом    | 1023    | 221                | 658              | 144                  |